# Audi (песня)
«Audi» — песня американского рэпера Smokepurpp. Она была выпущена 17 мая 2017 в качестве ведущего сингла его дебютного микстейпа Deadstar на лейбле Alamo Records. Эта песня является одной из самых популярных в дискографии Smokepurpp, наряду с песней «Ski Mask».

## Музыкальное видео
Музыкальное видео для песни было выпущено 19 мая 2017 на канале WORLDSTARHIPHOP и было срежиссировано RAHEEMXP. По состоянию на август 2020 видеоклип имеет 63,6 миллионов просмотров.

## Отзывы
Сингл получил в основном положительные отзывы. Патрик Монтес из ''Hypebeast'' назвал песню «неортодоксальной». Линдси Индиа из XXL назвала песню «фаворитом фанатов», а также поздравила Smokepurpp с получением золотой сертификации RIAA. Дэвид Дрейк из Pitchfork назвал инструментал песни «молниеносным».

## Продолжение песни
Продолжение песни, «Audi II», было выпущено 6 декабря 2019 в качестве третьего сингла альбома Deadstar 2. Видеоклип на песню был выпущен 7 декабря 2019 и по состоянию на август 2020 имеет 3,9 миллионов просмотров.

## Чарты
| Чарт (2017)                                        | Высшая позиция |
| -------------------------------------------------- | -------------- |
| США (Billboard Bubbling Under R&B/Hip-Hop Singles) | 8              |

## Сертификации
| Регион                                                                      | Сертификация | Продажи   |
| --------------------------------------------------------------------------- | ------------ | --------- |
| США (RIAA)                                                                  | Платиновый   | 1 000 000 |
| Данные о продажах + прослушиваниях приведены только на основе сертификации. |              |           |